# Fotbalista roku (Česko)

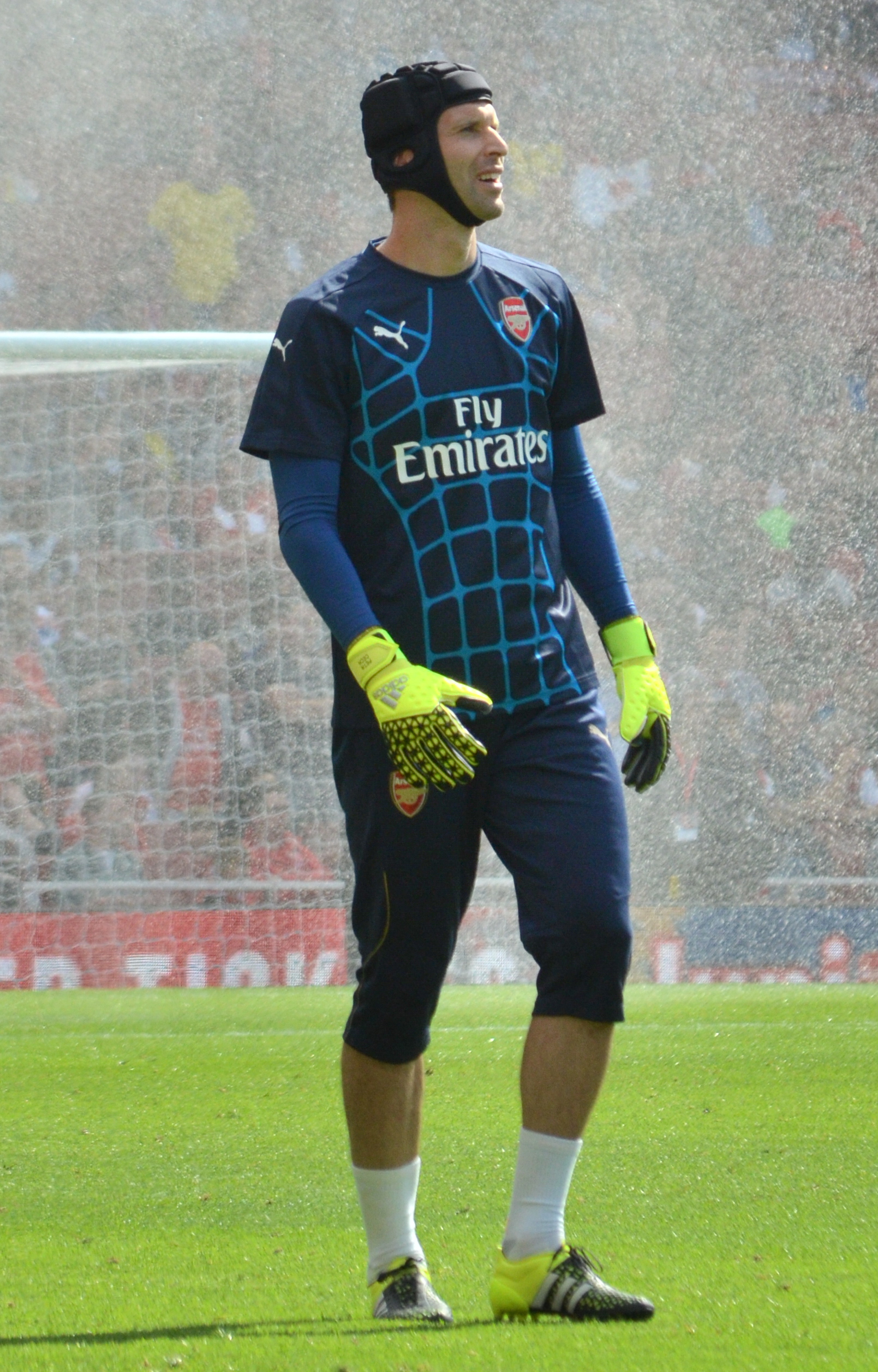
Devítínásobný vítěz ankety Petr Čech

Fotbalista roku je anketa pořádaná Fotbalovou asociací České republiky, v níž o nejlepším hráči, trenérovi a dalších oceněných hlasují hráči, trenéři, funkcionáři a novináři.
V roce 2007 o oceněných hlasovali členové nově ustavené fotbalové akademie, do níž patří prvoligoví trenéři, kapitáni prvoligových týmů, reprezentanti s minimálně 25 starty v národním týmu, vítězové uplynulých ročníků, zástupci médií a svazu.

## Vznik ankety
Devět let po vzniku ankety časopisu France Football známé jako Fotbalista Evropy pro držitele Zlatého míče se redakce časopisu Stadion rozhodla v roce 1965 vyhlásit obdobnou anketu v Československu. První vyhlašování se konalo v Klubu novinářů v pražské Vinohradské ulici. V prvních letech o umístění v anketě rozhodovaly hlasy trenérů a sportovních novinářů.

## Výsledky ankety z uplynulých let (za uvedený rok)

### Fotbalista roku
Československo:
- 1965 – Ján Popluhár (Slovan Bratislava)
- 1966 – Josef Masopust (Dukla Praha)
- 1967 – Ján Geleta (Dukla Praha)
- 1968 – Ivo Viktor (Dukla Praha)
- 1969 – Ladislav Kuna (Spartak Trnava)
- 1970 – Karol Dobiaš (Spartak Trnava)
- 1971 – Karol Dobiaš (Spartak Trnava)
- 1972 – Ivo Viktor (Dukla Praha)
- 1973 – Ivo Viktor (Dukla Praha)
- 1974 – Ján Pivarník (Slovan Bratislava)
- 1975 – Ivo Viktor (Dukla Praha)
- 1976 – Ivo Viktor (Dukla Praha)
- 1977 – Karel Kroupa (Zbrojovka Brno)
- 1978 – Zdeněk Nehoda (Dukla Praha)
- 1979 – Zdeněk Nehoda (Dukla Praha)
- 1980 – Antonín Panenka (Bohemians Praha)
- 1981 – Ján Kozák (Dukla Praha)
- 1982 – Jan Fiala (Dukla Praha)
- 1983 – Ladislav Vízek (Dukla Praha)
- 1984 – Jan Berger (Sparta Praha)
- 1985 – Ladislav Vízek (Dukla Praha)
- 1986 – Jozef Chovanec (Sparta Praha)
- 1987 – Ivan Hašek (Sparta Praha)
- 1988 – Ivan Hašek (Sparta Praha)
- 1989 – Michal Bílek (Sparta Praha)
- 1990 – Ján Kocian (FC St. Pauli)
- 1991 – Tomáš Skuhravý (FC Janov)
- 1992 – Ľubomír Moravčík (AS Saint-Étienne)

Česko:

## Přehled vítězů
| Rok  | Vítěz                        | 2. místo               | 3. místo         |
| ---- | ---------------------------- | ---------------------- | ---------------- |
| 1993 | Petr Kouba                   | Miroslav Kadlec        | Patrik Berger    |
| 1994 | Pavel Kuka                   | Jiří Němec             | Pavel Srniček    |
| 1995 | Radek Drulák                 | Petr Kouba             | Martin Frýdek    |
| 1996 | Karel Poborský Patrik Berger | —                      | Pavel Nedvěd     |
| 1997 | Jiří Němec                   |                        |                  |
| 1998 | Pavel Nedvěd                 |                        |                  |
| 1999 | Jan Koller                   |                        |                  |
| 2000 | Pavel Nedvěd (2)             | Tomáš Rosický          | Jan Koller       |
| 2001 | Tomáš Rosický                | Pavel Nedvěd           | Jiří Jarošík     |
| 2002 | Tomáš Rosický (2)            | Jan Koller             | Pavel Nedvěd     |
| 2003 | Pavel Nedvěd (3)             | Jan Koller             | Karel Poborský   |
| 2004 | Pavel Nedvěd (4)             | Milan Baroš            | Petr Čech        |
| 2005 | Petr Čech                    | Tomáš Rosický          | Pavel Nedvěd     |
| 2006 | Tomáš Rosický (3)            | Petr Čech              | Pavel Nedvěd     |
| 2007 | Marek Jankulovski            | Petr Čech              | Tomáš Rosický    |
| 2008 | Petr Čech (2)                | Pavel Nedvěd           | Tomáš Ujfaluši   |
| 2009 | Petr Čech (3)                | Milan Baroš            | Jaroslav Plašil  |
| 2010 | Petr Čech (4)                | Tomáš Rosický          | Tomáš Ujfaluši   |
| 2011 | Petr Čech (5)                | Petr Jiráček           | Tomáš Rosický    |
| 2012 | Petr Čech (6)                | Theodor Gebre Selassie | Petr Jiráček     |
| 2013 | Petr Čech (7)                | Tomáš Rosický          | Vladimír Darida  |
| 2014 | David Lafata                 | Pavel Kadeřábek        | Tomáš Rosický    |
| 2015 | Petr Čech (8)                | David Lafata           | Vladimír Darida  |
| 2016 | Petr Čech (9)                | Vladimír Darida        | Bořek Dočkal     |
| 2017 | Vladimír Darida              | Petr Čech              | Michael Krmenčík |
| 2018 | Tomáš Vaclík                 | Pavel Kadeřábek        | Tomáš Souček     |
| 2019 | Tomáš Souček                 | Tomáš Vaclík           | Vladimír Darida  |
| 2020 | Tomáš Souček (2)             | Vladimír Coufal        | Vladimír Darida  |
| 2021 | Patrik Schick                | Tomáš Souček           | Vladimír Coufal  |
| 2022 | Patrik Schick (2)            | Antonín Barák          | Jindřich Staněk  |
| 2023 | Tomáš Souček (3)             | Ladislav Krejčí        | Vladimír Coufal  |
| 2024 | Tomáš Souček (4)             | Lukáš Provod           | Pavel Šulc       |

Nejčastější vítězové
- 9 – Petr Čech
- 5 – Ivo Viktor
- 4 – Pavel Nedvěd
- 4 – Tomáš Souček
- 3 – Tomáš Rosický

### Fotbalistka roku
- 2015 – Kateřina Svitková[5]
- 2016 – Lucie Voňková[6]
- 2017 – Lucie Voňková[7]
- 2018 – Kateřina Svitková[8]
- 2019 – Kateřina Svitková[9]
- 2020 – Kateřina Svitková[10]
- 2021 – Andrea Stašková
- 2022 – Andrea Stašková
- 2023 – Klára Cahynová
- 2024 – Kamila Dubcová

### Fotbalista roku podle hlasování fanoušků
- 2010 – Petr Čech
- 2011 – Petr Čech
- 2012 – Petr Čech
- 2013 – Petr Čech

### Trenér roku
- 1985 – Karel Brückner
- 1986 – Ivan Kopecký
- 1987 – Václav Ježek
- 1988 – Václav Ježek
- 1989 – Milan Máčala
- 1990 – Milan Máčala
- 1991 – Dušan Uhrin
- 1992 – Dušan Uhrin
- 1993 – Dušan Uhrin
- 1994 – Vlastimil Petržela
- 1995 – Dušan Uhrin
- 1996 – Dušan Uhrin
- 1997 – František Cipro
- 1998 – Jozef Chovanec
- 1999 – Jozef Chovanec
- 2000 – Jozef Chovanec
- 2001 – Karel Brückner
- 2002 – Karel Brückner
- 2003 – Karel Brückner
- 2004 – Karel Brückner
- 2005 – Karel Brückner
- 2006 – Vítězslav Lavička
- 2007 – Karel Brückner
- 2008 – Karel Jarolím
- 2009 – František Komňacký
- 2010 – Pavel Vrba
- 2011 – Pavel Vrba
- 2012 – Pavel Vrba[2]
- 2013 – Pavel Vrba[3]
- 2014 – Pavel Vrba[4]
- 2015 – Pavel Vrba[5]
- 2016 – Vítězslav Lavička[6]
- 2017 – Pavel Vrba[7]
- 2018 – Pavel Vrba[8]
- 2019 – Jindřich Trpišovský[9]
- 2020 – Jindřich Trpišovský[10]
- 2021 – Jindřich Trpišovský
- 2022 – Michal Bílek
- 2023 – Jindřich Trpišovský
- 2024 – Miroslav Koubek

Nejčastější vítězové
- 8 – Pavel Vrba
- 7 – Karel Brückner
- 5 – Dušan Uhrin
- 4 – Jindřich Trpišovský
- 3 – Jozef Chovanec

### Talent roku
- 1994 – Richard Dostálek
- 1995 – Ivo Ulich
- 1996 – Marek Zúbek
- 1997 – Martin Lukeš
- 1998 – Tomáš Došek
- 1999 – Tomáš Rosický
- 2000 – Milan Baroš
- 2001 – Petr Čech
- 2002 – Tomáš Hübschman
- 2003 – Jan Laštůvka
- 2004 – Tomáš Jun
- 2005 – Martin Latka
- 2006 – Daniel Kolář
- 2007 – Martin Fenin
- 2008 – Tomáš Necid
- 2009 – Adam Hloušek
- 2010 – Václav Kadlec
- 2011 – Ladislav Krejčí
- 2012 – Tomáš Kalas[2]
- 2013 – Matěj Vydra[3]
- 2014 – Jan Baránek[4]
- 2015 – Václav Černý[5]
- 2016 – Patrik Schick[6]
- 2017 – Jakub Jankto[7]
- 2018 – David Lischka[8]
- 2019 – Adam Hložek[9]
- 2020 – David Zima[10]
- 2021 – Adam Karabec
- 2022 – Michal Ševčík
- 2023 – Martin Vitík
- 2024 – Antonín Kinský

### Osobnost ligy
- 1994 – Jozef Chovanec
- 1995 – Jan Stejskal
- 1996 – Radek Drulák
- 1997 – Slađan Ašanin
- 1998 – Jaroslav Šilhavý
- 1999 – Zdeněk Jánoš
- 2000 – Oldřich Machala
- 2001 – Miroslav Kadlec
- 2002 – Jiří Němec
- 2003 – Karel Poborský
- 2004 – Karel Poborský
- 2005 – Karel Poborský
- 2006 – Jaromír Blažek
- 2007 – Pavel Verbíř
- 2008 – Vladimír Šmicer
- 2009 – Tomáš Řepka
- 2010 – Pavel Horváth
- 2011 – Pavel Horváth
- 2012 – Pavel Horváth[2]
- 2013 – Pavel Horváth[3]
- 2014 – David Lafata[4]

Nejčastější vítězové
- 4 – Pavel Horváth
- 3 – Karel Poborský

### Cena Lukáše Přibyla
Cena pro prvoligový klub, který nejlépe pracoval s fanoušky. Je pojmenována podle Lukáše Přibyla, fotbalového funkcionáře, který usiloval o kultivaci fotbalového prostředí a který zemřel v roce 2012 ve věku 33 let.
- 2012 – FC Viktoria Plzeň[2]
- 2013 – FC Viktoria Plzeň[3]
- 2014 – FC Viktoria Plzeň[4]
- 2015
- 2016 – FC Viktoria Plzeň
- 2017 – SK Slavia Praha
- 2018 – SK Slavia Praha
- 2019 – AC Sparta Praha[12]
- 2020 – AC Sparta Praha[12]
- 2021 – AC Sparta Praha
- 2022 – AC Sparta Praha
- 2023 – AC Sparta Praha